# Frank Capra, Jr.
Frank Warner Capra (Los Ángeles, 20 de marzo de 1934 – Filadelfia, 19 de diciembre de 2007), conocido como Frank Capra Jr., fue un productor de cine  televisión estadounidense. Fue uno de los tres hijos que tuvo el director Frank Capra con su segunda mujer. Sus propios hijos, Frank Capra III y Jonathan Capra, son ayudantes de dirección. 
En el momento de su muerte, Capra Jr. era presidente del estudio EUE/Screen Gems, que había ayudado a fundar en Wilmington, Carolina del Norte, a mediados de la década de 1980, y miembro del North Carolina Film Council.

## Muerte
Capra Jr. murió el 19 de diciembre de 2007, en el hospital de Filadelfia, después de una larga batalla con un cáncer de próstata.

## Filmografía
- Mark Twain's Greatest Adventure: 'It's a Matter of Time' (2005) (preproducción) (Productor)
- Queen City Blowout (2003) (Productor ejecutivo)
- Waterproof (2000) (Productor)
- Muerte antes que deshonor (Death Before Dishonor) (1987) (Productor ejecutivo)
- Es... jugar con fuego (Marie) (1985) (Productor)
- Ojos de fuego (Firestarter) (1984) (Productor)
- Extraña seducción (The Seduction) (1982) (Productor ejecutivo)
- La jauría del vicio (Vice Squad) (1982) (Productor ejecutivo)
- High Hopes: The Capra Years (1981) (TV) (Productor)
- Golpe por golpe (An Eye for an Eye) (1981) (Productor)
- Con amor y con humor (The Black Marble) (1980) (Productor)
- Born Again (1978) (Productor)
- Billy Jack Goes to Washington (1977) (Productor)
- Atrapados en el fondo del mar (Trapped Beneath the Sea) (1974) (TV) (Productor)
- La conquista del planeta de los simios (Battle for the Planet of the Apes) (1973) (Productor asociado)
- Las aventuras de Tom Sawyer (Tom Sawyer) (1973/I) (Productor asociado)
- La rebelión de los simio (Conquest of the Planet of the Apes) (1972) (Productor asociado)
- Sueños de un seductor (Play It Again, Sam) (1972) (Productor asociado)
- Huida del planeta de los simios (Escape from the Planet of the Apes) (1971) (Productor asociado)
- Atrapados en el espacio (Marooned) (1969) (Productor asociado)